# Homeakivka, Sneatîn
Homeakivka (în ucraineană Хом`яківка) este un sat în comuna Kulacikivți din raionul Sneatîn, regiunea Ivano-Frankivsk, Ucraina.

## Demografie
Componența lingvistică a localității Homeakivka
     Ucraineană (99,9%)
     Alte limbi (0,1%)
Conform recensământului din 2001, majoritatea populației localității Homeakivka era vorbitoare de ucraineană (99,9%), existând în minoritate și vorbitori de alte limbi.